# Atout d'Isigny
Atout d'Isigny, né le 3 juin 1988 et mort en mars 2011, est un cheval hongre de saut d'obstacles du stud-book Selle français et de robe baie, monté par Éric Navet à la fin des années 1990. Doté d'un physique atypique, il devient vice-champion du monde dans sa discipline en 1998. 

## Histoire
Le naisseur d'Atout d'Isigny, Yvon Avice, est boucher au village d'Isigny-sur-Mer. Il possède une jument de saut d'obstacles de fort modèle, Kastomelle. Sur les conseils de la famille Navet, il la fait saillir par l'étalon Pur-sang Benroy, dans le but d'alléger le poulain. Éric Navet acquiert ce poulain à l'âge de 18 mois, et le forme jusqu'au plus haut niveau. Il se qualifie en finale jeunes chevaux à 4 ans et 6 ans, alors monté par Alexis Gautier. Présenté en concours de modèle et allures à St-Lô en 1991, il obtient une note de 16 et termine 4e des 20 chevaux de selle présentés. 
Atout d'Isigny est castré en janvier 1996. Bien qu'il ait du potentiel, il n'est pas pressenti pour devenir un grand cheval de saut d'obstacles, en raison notamment de son physique atypique. Éric navet met en place une gestion appropriée, notamment par un travail de fitness et de musculation, de maréchalerie, une étude de son alimentation et un travail en montées et en descentes. Atout étant proche du sang, il a des difficultés à se muscler et à prendre du poids. L'élément décisif dans ses performances est la conception d'une selle sur mesure, adaptée à sa morphologie. Après deux ans d'essais et de tâtonnements, ce travail porte ses fruits en 1998.

## Description
David-Alexandre Artaud, groom d'Éric Navet, le décrit comme « un peu la relève tant attendue de Quito de Baussy au plus haut niveau. Physiquement, c'est un peu Averell Dalton avec ses grandes pattes maladroites. C'est un cheval très timide qui montre peu ses sentiments. Nous avons dû beaucoup l'entourer quand il est arrivé chez nous. Mais il a tellement de cœur... ».
Il atteint son meilleur indice de forme en 1997, avec un ISO (indice de saut d'obstacles) de 188

## Palmarès
Atout d'Isigny est vice-champion de France au Touquet en 1997, puis champion de France de saut d'obstacles à Fontainebleau, et médaille d'argent aux Jeux équestres mondiaux de 1998. Il termine 3e du Jumping international de France en 2000.
Il remporte le CSI de la Courneuve, la coupe des nations de Modène, et le trophée de la série Samsung des coupes des nations à Donaeschingen.